# Clint Howard
Clinton Engle „Clint” Howard (ur. 20 kwietnia 1959 w Burbank) – amerykański aktor charakterystyczny.

## Życiorys
Urodził się i dorastał w Burbank w Kalifornii jako syn pary aktorskiej – Jean Frances Speegle Howard i Rance’a Howarda. Jego rodzina miała pochodzenie niemieckie, angielskie, szkockie, irlandzkie i holenderskie. Jego starszy brat Ronald William Howard (ur. 1954) to reżyser filmowy, producent i aktor. Ukończył R. L. Stevenson Elementary w Burbank. 
W latach sześćdziesiątych występował jako Mark Wedloe w serialu familijnym CSB Gentle Ben. W różnych rolach pojawiał się w kolejnych odsłonach serii Star Trek; w oryginalnej serii zagrał postać Baloka. Występował w roli Johnsona Rittera w filmach z serii Austin Powers (1997–2002). 
W 1998 podczas MTV Movie Awards został uhonorowany nagrodą MTV Lifetime Achievement, przyznawaną za osiągnięcia życiowe.